# 景洪金蛛
景洪金蛛（学名：Argiope jinghongensis）为园蛛科金蛛属的动物。其种加词“jinghongensis”意为“景洪的”。在中国大陆，分布于云南等地。该物种的模式产地在云南景洪。